# 柳卫平
柳卫平（1962年10月—），男，辽宁沈阳人，中国物理学家，研究方向为放射性核束物理与核天体物理，现任中国原子能科学研究院副院长，研究员，博士生导师。

## 生平
毕业于北京大学，在中国原子能科学研究院获博士学位。

## 学术贡献
1987年在日本完成了利用64Zn +12C反应寻找新核素的实验，初步确定了丰质子新核素61Ga和63Ge的存在；1997年在德国负责40Ti衰变性质的测量，首次得出了40Ar 吸收太阳中微子的截面。
1993年和白希祥等建成中国第一个次级束实验装置，综合指标达到了当时国际上同类装置水平；1996年负责完成了7Be(d,n)8B反应角分布的测量，率先利用渐进归一化常数法，间接测出了太阳中微子7Be(p,)8B反应S因子，提供了一个交叉检验，论文在Phys. Rev. Lett.发表，先后被引25次。
2002年以来，带领研究小组，通过测量6He(p,n)6Li反应首次证实了6Li第二激发态质子－中子晕结构的理论预言。论文发表在Phys. Lett. B上，并被Rev. Mod. Phys.引用；通过测量11C(d,n)12N反应间接确定了核天体物理高温pp链重要反应11C(p,)12N的截面；利用轻重反应产物符合测量了8Li(d,p)9Li反应的角分布，利用核谱因子法首次确定了对超新星爆发和原初核合成有重要意义的8Li(n,)9Li反应率。
提出加拿大的核天体物理国际合作计划并取得进展；4次被选为国际会议咨询委员会成员；任中国核物理学会副理事长；任日本理化学研究所核物理学术委员会成员；任国际纯粹与应用物理联合会（IUPAP）成员。积极推进串列加速器升级工程的立项建设；筹划串列加速器核物理国家实验室的基础研究学科发展。
发表50余篇研究论文，SCI收录20余篇、引用90余次。

## 荣誉
- 1996年获国家科技进步二等奖
- 1996年获香港求是科技基金会杰出青年学者奖
- 1998年被评为中央国家机关杰出青年
- 2000年荣获国家杰出青年科学基金
- 2003年被评为留学回国人员先进个人
- 2004年被选为加拿大NIC8国际会议国际咨询委员会成员
- 2005年获全国劳动模范